# Wollongbar
Wollongbar är en ort i Australien. Den ligger i kommunen Ballina och delstaten New South Wales, i den sydöstra delen av landet, omkring 600 kilometer norr om delstatshuvudstaden Sydney. Antalet invånare är 2 586.
Närmaste större samhälle är Goonellabah, nära Wollongbar. 
I omgivningarna runt Wollongbar växer i huvudsak städsegrön lövskog. Runt Wollongbar är det ganska tätbefolkat, med 80 invånare per kvadratkilometer. Genomsnittlig årsnederbörd är 1 776 millimeter. Den regnigaste månaden är januari, med i genomsnitt 298 mm nederbörd, och den torraste är oktober, med 39 mm nederbörd.